# Ù̲
Ù̲ (minuscule : ù̲), appelé U accent grave trait souscrit ou U accent grave souligné, est une lettre latine utilisée dans l’écriture du goemai,  et du sekani. Elle n’est pas à confondre avec le Ù̱, U accent grave macron souscrit.

## Usage informatique
Le U accent grave trait souscrit peut être représenté avec les caractères Unicode suivants : 
- précomposé et normalisé NFC (supplément latin-1, diacritiques) :

| formes    | représentations | chaînes de caractères | points de code | descriptions                                                      |
| --------- | --------------- | --------------------- | -------------- | ----------------------------------------------------------------- |
| capitale  | Ù̲               | Ù◌̲                    | U+00D9 U+0332  | lettre majuscule latine u accent grave diacritique trait souscrit |
| minuscule | ù̲               | ù◌̲                    | U+00F9 U+0332  | lettre minuscule latine u accent grave diacritique trait souscrit |

- décomposé et normalisé NFD (latin de base, diacritiques) :

| formes    | représentations | chaînes de caractères | points de code       | descriptions                                                                  |
| --------- | --------------- | --------------------- | -------------------- | ----------------------------------------------------------------------------- |
| capitale  | Ù̲               | U◌̲◌́                   | U+0055 U+0332 U+0300 | lettre majuscule latine u diacritique trait souscrit diacritique accent grave |
| minuscule | ù̲               | u◌̲◌́                   | U+0075 U+0332 U+0300 | lettre minuscule latine u diacritique trait souscrit diacritique accent grave |